# لمارون
لمارون، روستایی است از توابع بخش بابل‌کنار شهرستان بابل در استان مازندران ایران.

## جمعیت
این روستا در دهستان درازکلا قرار دارد و براساس سرشماری مرکز آمار ایران در سال ۱۳۸۵، جمعیت آن ۱۴۹ نفر (۳۳خانوار) بوده‌است.